# Sytuacja decyzyjna
Sytuacja decyzyjna – pojęcie z zakresu teorii decyzji, oznaczające zbiór wszystkich czynników, mających wpływ na podjęcie decyzji przez decydenta w procesie decyzyjnym. Czynniki te można podzielić na zależne i niezależne od decydenta.
Przykład: Szukamy prezentu dla osoby, która niedługo będzie miała urodziny. Do czynników mających wpływ na naszą decyzję można zaliczyć: ilość posiadanych przez nas pieniędzy, nasza skłonność do wydania określonej sumy pieniędzy na prezent, nasza chęć do wywołania uczucia przyjemności u osoby, która dostanie prezent. Tylko na pierwszy z tych czynników nie mamy wpływu.
W procesie formułowania problemu decyzyjnego czynniki niezależne od decydenta stają się zazwyczaj warunkami ograniczającymi decyzję, natomiast zależne stają się kryteriami oceny decyzji.